# Manfred Kaltz
Manfred Kaltz (Ludwigshafen, 1953. január 6. –) nyugatnémet válogatott Európa-bajnok német labdarúgó, hátvéd.

## Pályafutása

### Klubcsapatban
1960-ban a VfL Neuhofen csapatában kezdte a labdarúgást. 1968 és 1970 között a TuS Altrip játékosa volt. 1970-ben igazolta le a Hamburger SV, ahol 1971-ben a korosztályos csapatokban szerepelt. 1971-ben mutatkozott be az első csapatban. 18 idényen át szerepelt a hamburgi csapatban. Tagja volt az 1983-as BEK-, 1977-es KEK-győztes csapatnak. Három bajnoki címet és egy német kupát nyert az együttessel. Az 1989–90-es idényben a egy mérkőzésen szerepelt a francia Girondins Bordeaux csapatában, majd az idényt az FC Mulhouse együttesénél fejezte be. A következő idényre visszatért Hamburgba, majd 1991-ben visszavonult az aktív labdarúgástól.

### A válogatottban
1972-ben tagja volt a müncheni olimpián szereplő válogatottnak. 1975 és 1983 között 69 alkalommal szerepelt a nyugatnémet válogatottban és nyolc gólt szerzett. Tagja volt az 1980-as Európa-bajnok csapatnak. 1976-ban Európa-bajnoki, 1982-ben világbajnoki ezüstérmet szerzett a válogatottal.

## Sikerei, díjai
NSZK
- Világbajnokság
  - ezüstérmes: 1982, Spanyolország
- Európa-bajnokság
  - Európa-bajnok: 1980, Olaszország
  - ezüstérmes: 1976, Jugoszlávia

 Hamburger SV
- Nyugatnémet bajnokság (Bundesliga)
  - bajnok: 1978–79, 1981–82, 1982–83
  - 2.: 1975–76, 1979–80
- Nyugatnémet kupa (DFB Pokal)
  - győztes: 1976
  - döntős: 1974
- Nyugatnémet ligakupa (DFB-Ligapokal)
  - győztes: 1973
- Bajnokcsapatok Európa-kupája (BEK)
  - győztes: 1982–83
  - döntős: 1979–80
- Kupagyőztesek Európa-kupája (KEK)
  - győztes: 1976–77
- UEFA-kupa
  - döntős: 1981–82
- UEFA-szuperkupa
  - döntős: 1977, 1983
- Interkontinentális kupa
  - döntős: 1983